# Scharfenstein (Ilsenburg)

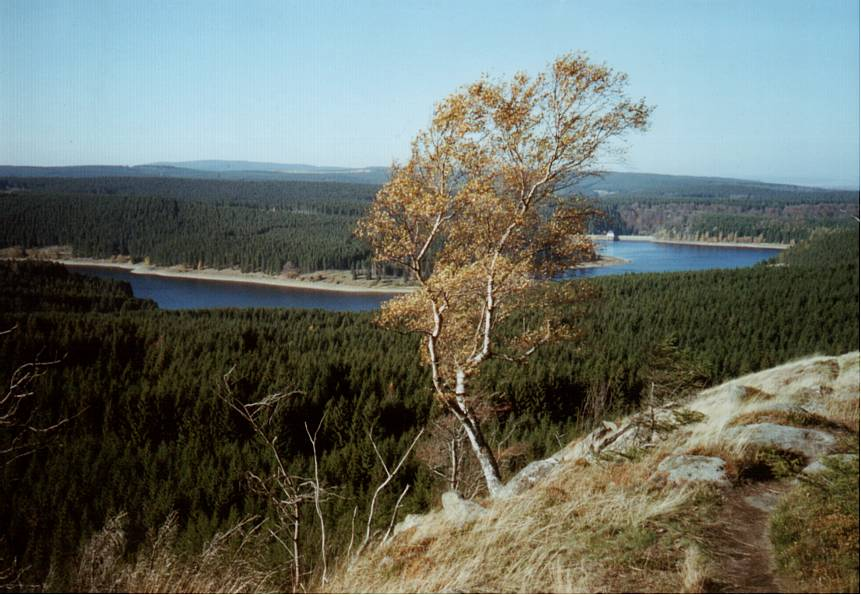
Blick von der Scharfensteinklippe zum Eckerstausee

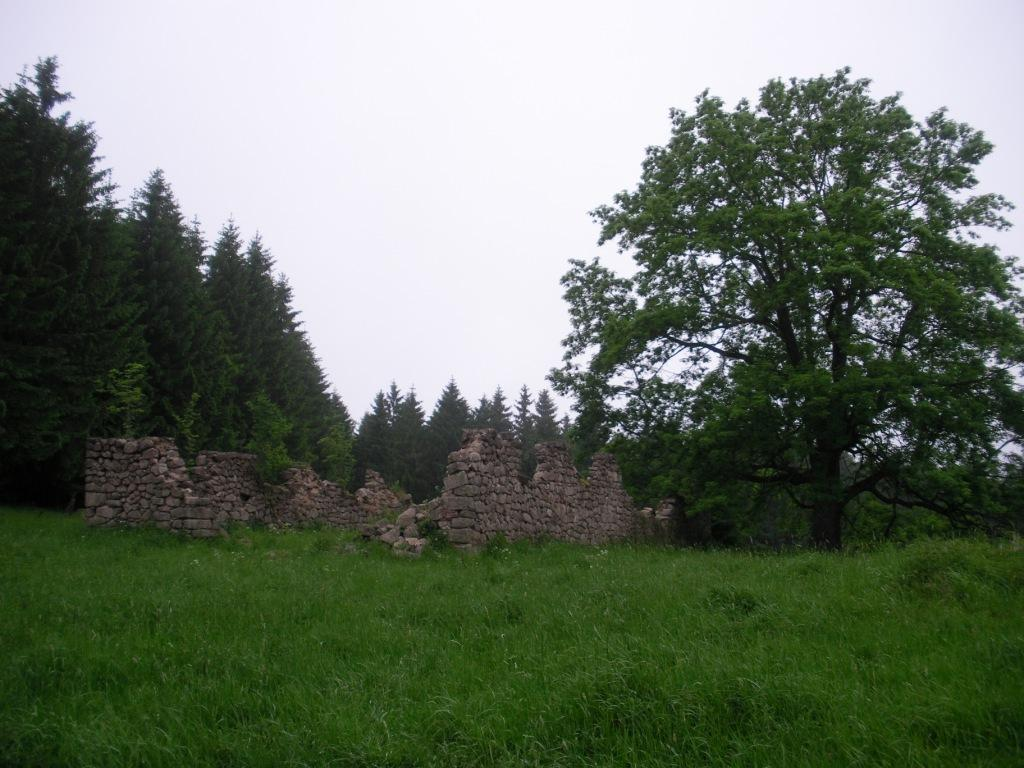
Ruine des ehemaligen Viehhofs Scharfenstein

Der Scharfenstein ist eine 697,6 m ü. NHN hohe Erhebung im Harz nahe Ilsenburg im Landkreis Harz in Sachsen-Anhalt. Er ist Teil des Nationalparks Harz.

## Geographische Lage
Der Scharfenstein liegt südwestlich von Ilsenburg, südöstlich des niedersächsischen Bad Harzburg, nördlich des Kleinen Brockens und östlich des auf der Grenze von Sachsen-Anhalt zu Niedersachsen an der Ecker gelegenen Eckerstausees. Am und auf dem Berg befindet sich die Scharfensteinklippe; besonders gut ist die Aussicht von dort zum Brocken, in Richtung Torfhaus und zum Eckerstausee. Unterhalb der Bergkuppe liegt die Rangerstation Scharfenstein des Nationalparks mit Selbstbedienungsimbiss.

## Bergname
Der Bergname stammt von der Bezeichnung scharfer/spitzer bzw. schroffer Stein. Als ein solches Felsmassiv präsentiert sich die Scharfensteinklippe insbesondere aus südlicher Sicht aber auch aus Richtung Westen vom Eckerstausee.

## Geschichte
Das Gebiet um den Scharfenstein wurde seit etwa 1420 als Viehweide von Ilsenburg genutzt, wofür damals das erste Hirtenhaus errichtet wurde – in einem Jagdschreiben von 1588 an Graf Wolfgang Ernst Curtshofe genannt. Dieser Viehhof wurde noch 1816 von Stapelburg aus bewirtschaftet. Um 1875 ließ Graf Otto zu Stolberg-Wernigerode ein Forsthaus errichten, das sich, mit der um 1920 entstandenen Waldsiedlung zu einer beliebten Raststätte für Brockenwanderer und Ausflugsgaststätte mit Quartiermöglichkeit entwickelte.
Am 11./12. April 1945 besetzten US-amerikanische Truppen den Scharfenstein kampflos. Sie wurden im Juli des Jahres durch die Rote Armee abgelöst. Nach Gründung der DDR 1949 und Bildung der staatlichen Forstverwaltung wurde zunächst die organisierte Forstwirtschaft am Scharfenstein wieder aufgenommen. Wegen der grenznahen Lage zu Niedersachsen entstand hier 1955 eine erste Holzkaserne. Das alte Forsthaus wurde 1960 abgerissen und 1969 eine neue Kaserne für die Grenztruppen der DDR errichtet. Diese wiederum wurde 2000 für die nationalparkgerechte Renaturierung der Fläche abgetragen. Etwa am Standort der Kaserne wurde 2002 die jetzige Rangerstation mit zwei Blockhäusern eröffnet.

## Schutzgebiete
Auf dem Scharfenstein liegen Teile des Landschaftsschutzgebiets Harz und Vorländer (CDDA-Nr. 20784; 1968 ausgewiesen; 1587,86 km² groß), des Fauna-Flora-Habitat-Gebiets Hochharz (FFH-Nr. 4229-301; 60,23 km²) und des Vogelschutzgebiets Hochharz (VSG-Nr. 4229-401; 61,12 km²).

## Wandern
Von der Rangerstation, die als Nr. 2 (Scharfenstein-Rangerstation) in das System der Stempelstellen der Harzer Wandernadel einbezogen ist, führt ein schmaler, ausgeschilderter Pfad hinauf zum Gipfel, der nach etwa 15 Minuten erreicht ist. Den gleichen Weg muss man auch zum Abstieg benutzen, da man sich mitten im Nationalpark Harz befindet und hier das Wegegebot gilt. Südlich des Scharfensteins beginnt der Hirtenstieg der vorbei am Kleinen Brocken auf einem alten Plattenweg, der zur Kontrolle der etwas weiter westlich verlaufenden, ehemaligen innerdeutschen Grenze angelegt wurde, zum Brocken führt.